# Gara Manchester Piccadilly
Gara Manchester Piccadilly este cea mai importantă gară feroviară din orașul Manchester, Anglia. Operează trasporturi spre stațiile Londra Euston, Birmingham New Street, Cardiff Central, Glasgow Central și alte rute din nordul Angliei.